# Treuen
Treuen (fojtským dialektem Treie) je město v německé spolkové zemi Sasko. Nachází se v zemském okrese Fojtsko a má přibližně 7 700 obyvatel.